# PGC 1421628
LEDA/PGC 1421628 ist eine Galaxie im Sternbild Jungfrau auf der Ekliptik. Sie ist schätzungsweise 2,3 Milliarden Lichtjahre von der Milchstraße entfernt. 